# Patocrazia
La patocrazia (dal greco πάτος, "malattia" e κράτος, "potere") è una forma di governo la cui concezione ed esistenza si attribuisce allo studioso sociale polacco a metà del '900 Andrej M. Łobaczewski, come delineate nell'opera Ponerologia politica, USA 2006, sulla base del manoscritto 1983.
Secondo tale concezione la patocrazia è la fase degenerativa e terminale di un ciclo ponerologico, della durata complessiva di alcune decadi (fino a 70 anni circa), nel quale, a seguito della fase di crescita del benessere morale e/o materiale di una società civile (particolarmente,in ambito nazionale), a causa del successivo rilassamento dei costumi e dei valori etico/morali sociali, alcuni soggetti, ad essa appartenenti, affetti da psicopatia, coadiuvati da soggetti associati, a loro volta affetti da disturbo della personalità di tipo antisociale, innescano a livello macro-sociale un processo sociopsicologicamente deviante, che giunge a coinvolgere l'intera società, danneggiandola gravemente.
Nello stadio terminale del ciclo ponerologico i soggetti psicologicamente, eticamente e moralmente più sani, per autoimmunità o per immunità acquisita da precedenti esposizioni, procedono spontaneamente ed inconsapevolmente alla creazione di reti su base empatica tali da reindirizzare gradatamente l'intera società verso attitudini collaborative, in ultima analisi rigenerative, dando successivamente avvio al nuovo ciclo.
"Ponerologia politica" è il termine prescelto per distinzione rispetto alla ponerologia di ambito teologico.